# Niko Gießelmann
Niko Gießelmann (* 26. September 1991 in Hannover) ist ein deutscher Fußballspieler.

## Karriere
Gießelmann spielte ab der U 17 für Hannover 96. Im Sommer 2010 wechselte er in die zweite Mannschaft des Vereins, die in der Regionalliga Nord spielt. Hier debütierte er am ersten Spieltag der Saison 2010/11 am 6. August 2010 bei der 0:1-Niederlage gegen den SV Wilhelmshaven. Seit der Saison 2012/13 gehörte er zum Profikader der Hannoveraner. Am 2. September 2012, dem zweiten Spieltag der Bundesligasaison 2012/13, stand er beim 4:0-Erfolg über den VfL Wolfsburg im Kader. Unter anderem war er auch beim Europa-League-Spiel gegen den FC Twente Enschede (0:0) im Aufgebot, kam jedoch ebenfalls nicht zum Einsatz.
Zur Saison 2013/14 wechselte Gießelmann in die 2. Bundesliga zur SpVgg Greuther Fürth. Sein Profidebüt gab er am 21. Juli 2013, dem ersten Spieltag, beim 2:0-Erfolg über Arminia Bielefeld. Das erste Tor gelang ihm am neunten Spieltag beim 4:0-Sieg gegen Dynamo Dresden, als er in der 73. Minute eingewechselt wurde und zwei Minuten später das zwischenzeitliche 3:0 erzielte.
Als dienstältester Profi der SpVgg Greuther Fürth entschied sich Gießelmann am Ende der Saison 2016/17 und nach vier Jahren Vereinszugehörigkeit, seinen auslaufenden Vertrag nicht zu verlängern. Er unterschrieb am 16. Juni 2017 einen Dreijahresvertrag bei Fortuna Düsseldorf. In der Saison 2017/18 stieg er als Stammspieler auf der Position des linken Verteidigers mit Fortuna Düsseldorf in die 1. Bundesliga auf. Auch in der 1. Bundesliga war Gießelmann auf der linken Abwehrseite gesetzt und absolvierte 30 Ligaspiele. Am Saisonende stand mit Düsseldorf der Klassenerhalt. In der folgenden Bundesligasaison 2019/20 erzielte er beim 1:1 gegen den VfL Wolfsburg am 4. Spieltag seinen ersten Bundesligatreffer.
Nach Ablauf des Vertrages in Düsseldorf wechselte er zur Saison 2020/21 zum 1. FC Union Berlin.
Nachdem sein Vertrag in Berlin im Sommer 2023 nicht verlängert wurde, schloss er sich Anfang September 2023 wieder der SpVgg Greuther Fürth an. Nach zwei Spielzeiten verließ er den Verein im Sommer 2025.